# Fernando Filoni
Fernando Filoni, né le 15 avril 1946 à Manduria, est un cardinal italien de l'Église catholique romaine, préfet de la congrégation pour l'évangélisation des peuples de 2011 à 2019 et, depuis le 8 décembre 2019, grand maître de l'ordre équestre du Saint-Sépulcre de Jérusalem.

## Biographie

### Archevêque au service de la diplomatie vaticane
Fernando Filoni est né le 15 avril 1946 à Manduria, dans la province de Tarente située dans la région des Pouilles en Italie, est entré au séminaire et a fait un doctorat en philosophie et en droit Canon en 1978 quand le cardinal Tarcisio Bertone y était professeur. Il est ordonné prêtre pour le diocèse de Nardò le 3 juillet 1970.
Il rejoint les services de la diplomatie vaticane et le 17 janvier 2001, il est nommé nonce apostolique en Irak (en) et en Jordanie (en) avec le titre d'archevêque titulaire de Volturnum (de). Il est consacré le 19 mars suivant par le pape Jean-Paul II lui-même. Les co-consécrateurs sont les cardinaux Angelo Sodano et Giovanni Battista Re.
Il occupe ce poste délicat au cours de la guerre d'Irak, restant, un temps, le dernier diplomate résidant à Bagdad.
Le 25 février 2006 il est transféré à la nonciature aux Philippines (en).
À peine un an plus tard, le 9 juin 2007, Benoît XVI le rappelle à la Curie et fait de lui le substitut pour les affaires générales de la secrétairerie d'État et le 30 octobre suivant, il est nommé comme consultant pour cinq ans de la Congrégation pour la doctrine de la foi, et, le 27 novembre, membre du Conseil pontifical pour la pastorale des migrants et des personnes en déplacement.
Le 10 mai 2011, il le nomme préfet de la Congrégation pour l'évangélisation des peuples en remplacement du cardinal Ivan Dias qui se retire. Le 8 décembre 2019, François le nomme grand maître de l'ordre équestre du Saint-Sépulcre de Jérusalem.

### Cardinal de la curie
Il est créé cardinal par Benoît XVI le 18 février 2012 avec le titre de cardinal-diacre de Nostra Signora di Coromoto in San Giovanni di Dio.
Il est nommé le 27 octobre 2012 membre du Conseil pontifical pour le dialogue interreligieux par le pape.
Le 29 mars 2014, à l'occasion de la confirmation du préfet de la Congrégation pour les instituts de vie consacrée et les sociétés de vie apostolique, il est nommé membre de cette congrégation par François. Le 9 septembre suivant, il est nommé par le pape Père synodal pour la troisième assemblée générale extraordinaire du synode des évêques sur la famille se déroulant du 5 au 19 octobre en qualité de préfet de la Congrégation pour l’évangélisation des peuples.
Il se rend à Ars pour les cérémonies de la saint Jean-Marie Vianney (les 3 et 4 août 2017).
Le mardi 26 juin 2018 par un rescrit au nom du pape François, le cardinal Filoni ainsi que les cardinaux Leonardo Sandri, Marc Ouellet et Pietro Parolin sont élevés au rang de cardinal-évêque sans diocèse suburbicaire prenant effet au consistoire du 28 juin suivant.
Lors du conclave de 2025, il est considéré comme un cardinal modérément progressiste par la revue géopolitique Le Grand Continent, non papabile du fait de son âge avancé mais électeur très influent.

### Persécutions en Irak
Le 8 août 2014, le cardinal Filoni est envoyé par le pape François comme envoyé spécial auprès des populations chrétiennes d'Irak persécutées pour leur apporter réconfort et solidarité. Le 14 août suivant à Erbil, il fait état d'un grand besoin de solidarité de la part de ces populations, et fait aussi état de la situation militaire incertaine qui règne, et estime donc un besoin militaire. Il rencontre aussi le président du gouvernement kurde Massoud Barzani. Initialement prévu comme participant du voyage du Saint-Père en Corée du Sud, il est placé au centre des prières au cours de la messe de clôture du voyage le 18 mai. Il finit sa visite par une rencontre avec le président irakien Fouad Massoum, accompagné du nonce apostolique en Irak (en) Giorgio Lingua et du patriarche chaldéen Louis Raphaël Ier Sako dans le but de lui remettre une lettre spéciale du pape et le rassurer sur le motif de sa visite qui est « humanitaire et non politique ». Lors de son retour il est immédiatement reçu par François, montrant ainsi l'importance que celui-ci donne à la mission du cardinal en Irak. Au cours de celle-ci il explique qu'il a commencé à distribuer une somme d'un million de dollars en faveur des catholiques et de la communauté yézidie.
Face à l'augmentation de la violence en Irak, le pape décide d'y renvoyer une nouvelle fois le cardinal Filoni, cette fois-ci pendant la semaine sainte, afin de montrer son attachement aux familles persécutées, pour lesquelles le cardinal se présente cette fois-ci avec une collecte faite dans le diocèse de Rome.

### Relations avec le Vietnam
Le 19 janvier 2015, il effectue une visite pastorale en tant qu'envoyé spécial du Saint-Siège dans sa mission de préfet de la congrégation pour l'évangélisation des peuples. Cette visite intervient dans le cadre de l'amélioration du dialogue entre le Saint-Siège et le Vietnam, qui n'ont pu encore établir des relations diplomatiques. Le Saint-Siège a pu obtenir la présence d'un représentant non permanent à Hanoï, et que celui-ci puisse effectuer quelques visites pastorales. La visite pastorale du cardinal Filoni consiste à rencontrer la conférence épiscopale du Vietnam, et d'une visite du sanctuaire marial de La Vang pour rencontrer le clergé. Cette visite se tournera ensuite sur le 400e anniversaire de l’évangélisation du Vietnam et les cinquante ans du diocèse de Xuan Loc.

## Succession apostolique
Fernando Filoni a ordonné les évêques suivants :
- Archevêque Ricardo Baccay (en) (2007)
- Cardinal Dieudonné Nzapalainga, C.S.Sp. (2012)
- Évêque Dennis Kofi Agbenyadzi (de), S.M.A. (2012)
- Évêque Nestor-Désiré Nongo-Aziagbia, S.M.A. (2012)
- Évêque Cyr-Nestor Yapaupa (de) (2012)
- Archevêque Joseph Arshad (en) (2013)
- Évêque Raúl Alfonso Carrillo Martínez (de) (2016)
- Évêque Jaime Uriel Sanabria Arias (es) (2016)
- Évêque Calixto Paulino Esono Abaga Obono (de) (2017)
- Évêque Juan Domingo-Beka Esono Ayang (de), C.M.F. (2017)
- Évêque Miguel Angel Nguema Bee (de), S.D.B. (2017)
- Archevêque Tadeusz Wojda (pl), S.A.C. (2017)
- Archevêque Giovanni Pietro Dal Toso (en) (2017)

## Ouvrage
- Et toute la maison fut remplie de l'odeur du parfum : Pour une spiritualité de l'ordre du Saint-Sépulcre, Salvator, 2021.

## Distinctions
- Chevalier grand-croix de l'ordre du Mérite de la République italienne (4 octobre 2008[19])
- Grand-croix de l'ordre de l’Étoile de Roumanie (décret du 26 août 2008 du Premier ministre Călin Popescu-Tăriceanu[20])
- Grand-croix de l'ordre du Christ du Portugal (11 mai 2010)
- Grand officier de l'ordre de Grimaldi (2 octobre 2021[21])

### Sources partielles
- Qui sont les 22 nouveaux cardinaux ? Liste et biographies des 22 nouveaux cardinaux créés lors du consistoire du 18 février 2012 par Benoît XVI, in La Croix, 6 janvier 2012, [article en ligne]